# 工作物所有人之責任
工作物所有人之責任是中華民國民法在侵權行為責任中規定的一種特殊態樣。當土地上建築物或其他工作物的毀壞，而造成損害他人之權利時，應由工作物之所有人負賠償任。在中華人民共和國的侵權責任法中有相類似的規定，但並不是以「工作物所有人責任」之名，而係規範於「物件損害責任」一章之中。

## 概說
工作物所有人之責任，規定於中華民國民法第191條。該條第1規定為：「土地上之建築物或其他工作物所致他人權利之損害，由工作物之所有人負賠償責任。」凡工作物所引發對於他人的損害，所有人都應該以賠償。但該條也有不須賠償的例外情形，即所有人「對於設置或保管並無欠缺，或損害非因設置或保管有欠缺，或於防止損害之發生，已盡相當之注意者（同條但書）」，即不須賠償。
這種責任分配的方式與一般侵權行為不同，後者是必須先確定侵權行為人為此行為時具有故意或是過失。但工作物所有人的責任卻不用確定所有人具有故意或過失即可成立，但設計了例外條款讓工作物的所有人可以免責。

## 工作物所有人責任的成立要件

### 工作物的意義
中華民國民法第191條上所稱的「工作物」，是土地上的工作物，亦包含「建築物」。所謂「建築物」，是指為定著於土地上或地面下具有頂蓋、樑柱或牆壁，供個人或公眾使用之構造物或雜項工作物。（見中華民國建築法第4條。）至於建築物的從物或成分，不論是建築物的一般成分或是重要成分，也不論是建築物的內部或外部。諸如外部的磁磚。外牆；建築物內部的樓層天花板、電梯、門窗、照明設備等皆包括在內。工作物則範圍更廣，䕾格來說，條文上所稱的「建築物」，不過是工作物的例示而已。諸如爐竈、水塔、瞭望臺、招牌廣告、樹立廣告、散裝倉、廣播塔、煙囪、圍牆、機械遊樂設施、游泳池、地下儲藏庫、建築所需駁崁、挖填土石方等工程及建築物興建完成後增設之中央系統空氣調節設備、昇降設備、機械停車設備、防空避難設備、污物處理設施等等皆屬之。
但是如果該工作物並非固定於土地上，可以隨意移動者，則不能認為是本條所指的工作物。

### 須工作物所有人的保管或設置有欠缺
1. 規範的主體是土地或工作物的所有人
  1. 如果是第三人之不法行為導致土地上之建築物或其他工作物造成他人權利受損害，則並非是土地所有人之設置保管行為有所欠缺，他人不能請求賠償。[註 3]
  2. 不論工作物所有人是否占有該工作物。[註 4]
2. 所有人設置工作物或保管工作物有所欠缺：設置的欠缺是指建造工作物時便有品質或安全上有瑕疪；而保管欠缺則是指建造完工後，保管不當所導致的瑕疪。
3. 須設置或保管欠缺導致受害人有損害發生：法律條文上用「致」他人權利受損，即表示設置或保管欠缺及他人權利受損之間必須具有因果關係，換句話說，被害人若能證明其受損害是因工作物所導致即可。一般而言，在學理上皆至少要求到兩者間具有相當因果關係的關連程度。

### 工作物所有人的免責條件
中華民國法律賦與工作物所有人免責的機會，共計有三種情形可以不必賠償；
1. 對於設置或保管並無欠缺，即工作物所有人能證明他並沒有在設置或保管上有任何欠缺的行為。
2. 損害非因設置或保管有欠缺，即工作物所有人能證明雖有設置或保管上的欠缺，但所發生的損害與此無關（不具備相當因果關係）。
3. 於防止損害之發生，已盡相當之注意者。即工作物所有人對於設置或保管上的欠缺，沒有過失責任。

## 工作物所有人的求償權
中華民國民法第191條第2項規定：「…損害之發生，如別有應負責任之人時，賠償損害之所人，對於該應負責者，有求償權。」由於工作物並非皆由工作物所有人保管。由是故，若該工作物由第三人保管，例如承租人，承攬人、借用人、受僱人等等，若該第三人若有保管上之欠缺，工作物所有人得依法向該人求償。

## 中華人民共和國侵權責任法的規定
中華人民共和國在其侵權責任法上有著類似於工作物所有人之責任，但有如下的特點：
1. 名稱上不稱「工作物所有人之責任」，而稱為「物件損害責任」，同時也擴大了適用範圍。[註 5]
2. 除了固定於土地上之工作物、建築物等以外，亦將非固定的「擱置物」納入規範。
3. 損害賠償的責任人，除了所有人之外，還包含管理人或者使用人（同法第85、88條）；建設單位與施工單位（同法第85條）；在公共場所或道路上之施工人（同法第91條）；在公共道路上堆放物品的有關單位及堆放者（同法第89條）。
4. 非屬工作物範疇的天然林木，若枝幹折斷所導致他人的損害，林木所有人或有關單位應負償責任。